# Hjärtan som mötas
Hjärtan som mötas – szwedzki niemy film dramatyczny z 1914 roku w reżyserii Victora Sjöströma.

## Obsada
- Greta Almroth – Siostra Alberta
- John Ekman
- Alfred Lundberg – Eberling, hurtownik
- Richard Lund – Inżynier
- Karin Molander – Margot
- Jenny Tschernichin-Larsson – Pani Ström
- August Warberg – Kierownik stoczni
- Carlo Wieth – Albert